# Долосец (озеро, Осташковский район)
Долосец — озеро на севере Тверской области России, расположенное на территории Осташковского района.

## Расположение
Озеро Долосец расположено в 9 километрах к юго-западу от города Осташков. Примерно в 50 метрах от озера проходит железная дорога Бологое — Великие Луки. Лежит на высоте 222,5 метров.

## Описание
Происхождение озера ложбинное. Долосец имеет неправильную форму: длинное и узкое. Длина около 3 км, максимальная ширина 0,4 км, средняя — 0,13 км. Площадь водной поверхности — 0,4 км². Наибольшая глубина 41 м (3-е место в области), средняя — 20,1 м (1-е место в области). Берега крутые, возвышенные. На побережье березово-осиновые леса и кустарники, сельскохозяйственные угодья. Восточная часть озера протоко соединятся с озером Сиг. Долосец является местом отдыха местных жителей.

## Данные водного реестра
По данным государственного водного реестра России относится к Верхневолжскому бассейновому округу, водохозяйственный участок реки — Волга от Верхневолжского бейшлота до города Зубцов без реки Вазуза от истока до Зубцовского г/у, речной подбассейн реки — Волга до Рыбинского водохранилища. Речной бассейн реки — (Верхняя) Волга до Куйбышевского водохранилища (без бассейна Оки).
Код водного объекта в государственном водном реестре — 08010100411110000000411.